# Mont Pinçon
Mont Pinçon er det højeste punkt i Calvados departementet i Normandiet med en højde på 362 meter over havets overflade. Det ligger i den vestlige del af Normandiet omkring 30 km sydvest for Caen ved landsbyen Plessis-Grimoult.
På bjerget foregik det i 1944 mange strategiske kampe under slaget om Normandiet i Operation Bluecoat. I 1956 opstillede "Radiodiffusion-Télévision Française" (RTF, nu TDF) en sendemast, som var 200 meter høj, som stadig betjener det meste af Basse-Normandie regionen.

## Eksterne kilder
- "Hjemmeside med billeder af TDF installationen" (fransk). Hentet 2009-04-15.